# Досадин, Владимир Николаевич
Владимир Николаевич Досадин (21 июня 1933, Москва — 9 декабря 2012, Москва) — российский тубист и музыкальный педагог, профессор Российской академии музыки имени Гнесиных, заслуженный деятель искусств России.

## Биография
Родился в семье рабочих, в 1949 году окончил ремесленное училище, работал на автобазе № 2 МВД СССР. В том же году начал заниматься музыкой в любительском духовом оркестре клуба имени Зуева под руководством Исаака Савельевича Рудника (1914—1989). Первоначально играл на тенор-тубе, затем на баритоне и наконец остановился на тубе. В оркестре познакомился со студентами Гнесинского училища, которые привели его к своему профессору Борису Григорьеву. В 1950 году Досадин поступил в музыкально-педагогическое училище имени Гнесиных в класс Григорьева по специальности «туба». Вместе с ним учились, в частности, валторнист Борис Афанасьев и тромбонист Борис Пронин. В 1952—1954 гг. одновременно с обучением проходил срочную службу в оркестре инженерно-строительных войск Военно-инженерной академии имени Куйбышева. В 1954 году окончил музыкальное училище и поступил в Музыкально-педагогический институт имени Гнесиных, продолжая заниматься под руководством Бориса Григорьева.
В 1956 году, продолжая учиться в институте, поступил в оркестр Театра Советской Армии, одновременно играл в Молодёжном симфоническом оркестре под управлением Евгения Светланова. В конце года поступил по конкурсу в новосозданный Симфонический оркестр Министерства культуры СССР под руководством Самуила Самосуда. Наконец, в 1957 году по конкурсу перешёл в Большой симфонический оркестр Всесоюзного радио и Центрального телевидения, где проработал 22 года. В 1958 году с разрешения ректора сдал экзамены за 4 и 5 курсы досрочно и окончил институт.
Выступая в составе БСО, Досадин неоднократно исполнял сольные партии — в таких произведениях, как «Картинки с выставки» М. Мусоргского в оркестровке М. Равеля, «Фантастическая симфония» Г. Берлиоза. Выступал с такими дирижёрами, как Александр Гаук, Геннадий Рождественский, Натан Рахлин, Борис Хайкин, Евгений Мравинский, Арвид Янсонс, Альгис Жюрайтис, Леонард Бернстайн, Андре Клюитанс, Вилли Ферреро.
Помимо работы в оркестре Досадин выступал как ансамблист в составе брасс-квинтета солистов Большого Симфонического Оркестра, а также как солист. Для Досадина написаны концерт для тубы с оркестром Аркадия Нестерова, концерт для тубы с оркестром и Фантазия на темы Римского-Корсакова Валерия Струкова, соната для тубы Николая Ракова. Участвовал в записи альбома камерной музыки Гагика Овунца (1981).
С 1973 г. преподавал в Музыкально-педагогическом институте имени Гнесиных (в дальнейшем Российская академия музыки), в 1982—1992 гг. декан оркестрового факультета. Был членом жюри различных всероссийских, всесоюзных и международных конкурсов, в том числе Международного конкурса исполнителей в Женеве (1991, единственное состязание тубистов за всю историю конкурса).